# Giosafat Barbaro
Giosafat Barbaro (también Giosaphat o Josaphat) (Venecia, 1413–1494) fue un diplomático, comerciante, explorador y escritor de viajes italiano del siglo XV, miembro de la veneciana familia Barbaro. Fue una persona inusualmente viajada para alguien de su tiempo.

## Biografía

### Familia
Giosafat Barbaro nació en un palacio en el Campo Santa Maria Formosa, hijo de Antonio Barbaro y Franceschina. Se convirtió en miembro del Senado de Venecia en 1431. En 1434, se casó con Nona Duodo, hija de Arsenio Duodo. Giosafat y Nona tuvieron tres hijas y un hijo, Giovanni Antonio.

### Viajes a Tana

El imperio veneciano con las rutas comerciales.

Desde 1436 hasta 1452 Barbaro viajó como comerciante hasta la colonia genovesa de Tana, a orillas del mar de Azov. Durante este tiempo, la Horda de Oro se estaba desintegrando debido a las rivalidades políticas.
En noviembre de 1437, Barbaro oyó hablar del túmulo del enterramiento del último rey de los alanos, que estaba a unos 20 km aguas arriba por el río Don, desde Tana. Barbaro y otros seis hombres, una mezcla de mercaderes venecianos y judíos, contrataron a 120 hombres para excavar el kurgan, que esperaban aún tuviera tesoros. Cuando el tiempo demostró ser demasiado severos abandonaron, pero regresó en marzo de 1438, aunque no encontró ningún tesoro. Barbaro recogió información analítica y precisamente sobre las capas de tierra, carbón, cenizas, mijo y escamas de pescado que componían el montículo. Los estudiosos modernos han llegado a la conclusión de que no era un túmulo funerario, sino un basurero de cocina que se había acumulado a lo largo de siglos de uso. Los restos de la excavación de Barbaro fueron encontrados en 1920 por el arqueólogo ruso Alexander Alexandrovich Miller.
En 1438, la Gran Horda, bajo Küchük Muhammad, avanzó sobre Tana. Barbaro envió un emisario a los tártaros para persuadirlos de que no atacasen Tana. Más tarde, Barbaro fue parte de un grupo que condujo unos cien asaltantes circasianos. Barbaro visitó muchas ciudades de Crimea, incluyendo Solcati, Soldaia, Cembalo y Caffa. Barbaro también viajó a Rusia, donde visitó Casan y Novogorod.
Giosafat Barbaro no paso todos esos años, desde 1436 hasta 1452, en Tartaria. En 1446, fue elegido miembro del Consejo de los Cuarenta. En 1448, fue nombrado Consejero de las colonias comerciales de Modon y Corone en el Peloponeso y sirvió hasta su renuncia al año siguiente. Dado que existía un comercio regular entre Venecia y Tana en esa época, parece probable que Barbaro fuese a Tana con comercio y regresase a Venecia para pasar el invierno durante esa temporada. Barbaro abandonó esos viajes cuando el Janato de Crimea se convirtió en un Estado cliente de los turcos otomanos. Barbaro regresó a Venecia en 1452, viajando a través de Rusia, Polonia y Alemania. En 1455, Barbaro liberó a un par de hombres tártaros que había encontrado en Venecia, alojándoles durante dos meses y enviándoles de regreso a Tana.

### Carrera política
En 1460, Barbaro fue elegido para el Consejo a Tana, pero rechazó el cargo. En 1463, fue nombrado Provveditore de Albania. Mientras estaba allí, Barbaro luchó con Lekë Dukagjini y Skanderbeg contra los turcos. El Provveditore Barbaro vinculó sus fuerzas con las de Dukagjini y las de Nicolo Moneta para formar un cuerpo auxiliar de 13.000 hombres que envió para levantar el segundo sitio de Krujë (1466). Después de la muerte de Skanderbeg, Barbaro regresó a Venecia de nuevo.
En 1469, Barbaro fue nombrado Provveditore de Scutari, en Albania. Estaba al mando de 1200 hombres de caballería, que utilizó para apoyar a Lekë Dukagjini. En 1472, Barbaro fue a Venecia, donde fue uno de los 41 senadores elegidos para actuar como electores, quienes seleccionaron a Nicolo Tron como Dogo.

### Conflicto veneciano con los turcos otomanos
En 1463, el Senado veneciano, buscando de aliados contra los turcos, había enviado a Lazzaro Querini como su primer embajador a Ak Koyunlu (Persia), pero fue incapaz de persuadir a Persia para atacar a los turcos. El gobernante de Persia, Uzun Hasan, envió a sus propios emisarios a Venecia de regreso. Después de que Negroponte cayese ante los turcos, Venecia, Nápoles, los Estados Pontificios, el reino de Chipre y los Caballeros de Rodas firmaron un acuerdo para aliarse contra los turcos.
En 1471, el embajador Querini regresó a Venecia con Murad, el embajador de Uzun Hassan. El Senado de Venecia votó a favor de enviar a otro embajador en Persia, eligiendo a Caterino Zeno después de que otros dos hombres declinasen. Zeno, cuya esposa era sobrina de la esposa de Uzun Hasan, fue capaz de persuadir a Hasan para que atacase a los turcos. Hasan tuvo éxito al principio, pero no hubo ataques simultáneos de ninguna de las potencias occidentales y la guerra se volvió contra Persia.

### Embajador de Persia

El Mediterráneo Oriental en 1450, mostrando en verde las posesiones venecianas.

La confederación turcomana Ak Koyunlu a la muerte de Uzun Hasan en 1478.

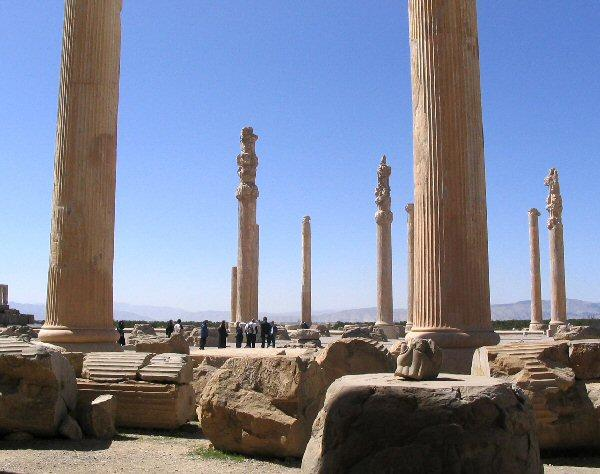
Ruinas del Palacio de Apadana, Persepolis.

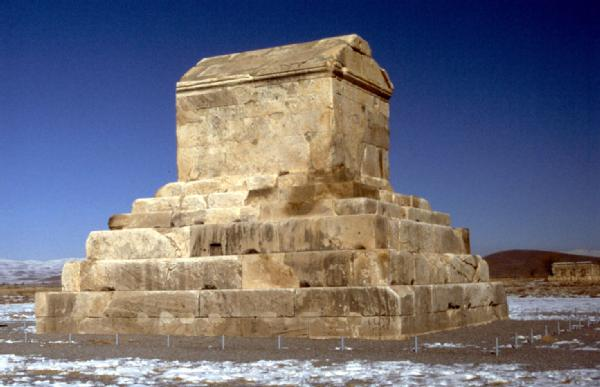
Tumba de Ciro en Pasargada.

En 1472, Barbaro fue seleccionado también como embajador en Persia, debido a su experiencia en Crimea, Moscovia y Tartaria. También hablaba turco y un poco de persa. Barbaro fue provisto de una escolta de diez hombres y un salario anual de 1800 ducados. Sus instrucciones incluían urgir al almirante Pietro Mocenigo para atacar a los otomanos y tratar de organizar la cooperación naval del Reino de Chipre y de los Caballeros de Rodas. También estaba a cargo de tres galeras llenas de artillería, municiones y personal militar que iban a asistir a Uzun Hasan.
En febrero de 1473, Barbaro y el enviado persa Haci Muhammad dejaron Venecia y viajaron hasta Zadar, donde se reunieron con representantes de Nápoles y de la corte papal. A partir de ahí, Bárbaro y los otros viajaron a través de Corfu, Modon y Corone, alcanzando Rodas y luego Chipre, donde Barbaro quedó retenido durante un año.
La posición del Reino de Chipre en la costa de Anatolia era una posición clave para el suministro, no sólo de Uzun Hasan en Persia, sino de los aliados venecianos de Caramania y Scandelore y la flota veneciana al mando de Pietro Mocenigo fue usada para defender las líneas de comunicación con ellos. El rey Jacobo II de Chipre había intentado aliarse con Caramania y Scandelore, así como con el sultán de Egipto, contra los turcos. El rey Jacobo también había escrito al Senado de Venecia, haciendo hincapié en la necesidad de apoyar a Persia contra los turcos y su marina había cooperado con el almirante Mocenigo en la recaptura de las ciudades costeras de Coricos y Silifke.
El Emir de Scandelore cayó frente a los turcos en 1473, a pesar de la ayuda militar del Reino de Chipre. El poder de Caramania estaba roto. Jacobo II de Chipre en privado le dijo a Barbaro que se sentía como si estuviera atrapado entre dos lobos, el sultán otomano y el sultán de Egipto. Este último era el señor de Jacolo y no estaba en términos amistosos con Venecia.
Jacobo II entró en negociaciones con los turcos. Al principio se negó a permitir que las galeras venecianas con sus municiones atracasen en el puerto de Famagusta. Cuando Barbaro y el embajador veneciano, Nicolo Pasqualigo, trataron de convencer a Jacobo II de que cambiase de opinión, el rey amenazó con destruir las galeras y matar a todos los hombres a bordo.
El rey Jacobo II murió en julio de 1473, dejando a la reina Caterina Cornaro como viuda embarazada. Jacobo había nombrado un consejo de siete miembros, en el que estaba el veneciano Andrea Cornaro, un pariente de la reina, así como Marin Rizzo y Giovanni Fabrice, agentes del Reino de Nápoles, que se opusieron a la influencia veneciana. La reina Caterina dio a luz un hijo, Jacobo III en agosto de 1473, actuando como padrinos el almirante Mocenigo y otros funcionarios.
Una vez que partió la flota veneciana, hubo una revuelta pro fuerzas napolitanas, que acabó con la muerte del tío de la reina y de su primo. El arzobispo de Nicosia, Juan Tafures, conde de Trípoli, el conde de Jaffa, y Marin Rizzo tomaron Famagusta, capturando a la reina y al rey recién nacido.
Barbaro y Bailo Pasqualigo estaban protegidos por los soldados venecianos que habían acompañado a Barbaro. Los conspiradores hicieron varios intentos para persuadir a Barbaro de que los soldados entregasen las armas. El condestable de Chipre envió a un agente, mientras que el conde de Trípoli, el arzobispo de Nicosia, y el condestable de Jerusalén realizaron visitas personales. Después de consultar con Bailo Pasqualigo, decidieron desarmar a los hombres, pero mantener las armas. Barbaro alertó a los capitanes de las galeras venecianas en el puerto. Barbaro también envió despachos al Senado de Venecia, advirtiéndoles de los hechos. Más tarde, Barbaro y las tropas venecianas se retiraron a una de las galeras.
En el momento en que el almirante Mocenigo regresó a Chipre, los rebeldes estaban peleando entre ellos y el pueblo de Nicosia y Famagusta se había levantado contra ellos. El levantamiento fue reprimido, los cabecillas que no huyeron fueron ejecutados, y Chipre se convirtió en un estado cliente de Venecia. El Senado de Venecia autorizó a los soldados y militares que habían acompañado a Barbaro para permanecer en Chipre.
Barbaro todavía estaba en Chipre en diciembre de 1473, y el Senado de Venecia le envió una carta para que completase su viaje, así como enviando de otro embajador, Ambrogio Contarini a Persia. Barbaro y el enviado persa dejaron Chipre en febrero de 1474 disfrazados de peregrinos musulmanes. Los enviados papales y napolitano no los acompañaron. Barbaro desembarcó en Caramania, donde el rey les advirtió que los turcos celebraron el territorio que tendría que viajar a través. Después de desembarcar en Cilicia, el grupo de Barbaro viajó a través de Tarso, Adana, Orfa, Merdin, Hasankeyf y Tigranocerta
En los montes Tauro de Kurdistán, la partida de Barbaro fue atacada por bandidos. Él se escapó a caballo, pero fue herido, y varios miembros del grupo, incluyendo a su secretario y al embajador persa, fueron asesinados y sus bienes saqueados. Cuando se acercaban a Tabriz, Bárbaro y su intérprete fueron asaltados por turcomanos tras negarse a entregar una carta para Uzun Hasan. Barbaro y sus compañeros supervivientes finalmente llegaron a la corte de Hasan en abril de 1474.
Aunque Barbaro se llevaba bien con Uzun Hasan, fue incapaz de persuadir al rey para que atacase a los otomanos de nuevo. Poco después, el hijo de Hasan, Ogurlu Mohamed, se levantó en rebelión, apoderándose de la ciudad de Schiras.
Barbaro visitó las ruinas de Persepolis, que erróneamente pensó que eran de origen judío. También visitó Táurica, Soldania, Isph, Cassan (Kascian), Como (Kom), Yezd, Shiraz y Bagdad. Giosafat Barbaro fue el primer europeo en visitar las ruinas de Pasargadae, donde él creía que la tradición local que identificaba erróneamente la tumba de Ciro el Grande como perteneciente a la madre del rey Salomón.
El otro embajador veneciano, Ambrosio Contarini, llegó a Persia en agosto de 1474. Uzun Hasan decidió que Contarini volviese a Venecia con un informe, mientras que Giosafat Barbaro se quedaría en Persia.

### Regreso a Venecia
Barbaro fue el último embajador veneciano en dejar Persia, después de que Uzun Hasan muriese en 1478. En este punto sólo quedaba uno de la comitiva de Barbaro. Mientras los hijos de Hasan luchaban entre ellos por el trono, Barbaro contrató a un guía armenio y escapó a través de Erzerum, Aleppo, and Beirut. Barbaro llegó a Venecia en 1479, donde se defendió de las denuncias de que había pasado demasiado tiempo en Chipre antes de ir a Persia. El informe de Barbaro incluyó no sólo cuestiones políticas y militares, sino que trataba la agricultura, comercio y costumbres persas.
Giosafat Barbaro sirvió como capitán de Rovigo y Provveditore de toda Polesine entre 1482 y 1485. También fue uno de los consejeros del dogo Agostino Barbarigo Murió en 1494 y fue enterrado en Venecia en la iglesia de San Francesco della Vigna.

## Escritos
En 1487, Barbaro escribió un relato de sus viajes, en el que menciona estar familiarizado con las narraciones de Niccolò Da Conti y John de Mandeville.
La narración de los viajes de Barbaro, titulada Fiaggi falti da Fenezia alla Tana in Persi fue publicada por vez primera, desde 1543 a 1545, por los hijos de Aldus Manutius. Se incluyó en 1559 en la Colección de Viajes de Giovanni Battista Ramusio como Journey to the Tanais, Persia, India, and Constantinople. El erudito y cortesano William Thomas tradujo esta obra al inglés para el joven rey Eduardo VI bajo el título ‘’Travels to Tana and Persia’’ y también incluye el relato del embajador compañero de Barbaro a Persia, Ambrogio Contarini. Este trabajo fue reeditado en Londres en 1873 por la Sociedad Hakluyt y en 1971 fue publicada una edición en ruso. En 1583, la narración de Barbaro fue publicada por Filippo Giunti en el Volume Delle Navigationi Et Viaggi junto con los relatos de los viajes de Marco Polo y de Kirakos Gandzaketsi de los viajes de Hethum I, rey de Armenia. En 1601, Barbaro y las narraciones de Contarini se incluyeron en la obra Rerum Persicarum Historia de Pietro Bizzarri, junto con los relatos de Filippo Buonaccorsi, Jacob Geuder von Heroldsberg, Giovanni Tommaso Minadoi y Henricus Porsius, que se publicó en Fráncfort. En 2005, el relato de Barbaro fue publicado también en turco como Anadolu'ya ve İran'a seyahat’.
La narración de Barbaro proporciona más información sobre Persia y de sus recursos que la de Contarini. Demostró habilidad en la observación de lugares desconocidos y en informar sobre ellos. Gran parte de la información de Barbaro sobre el Kanato Kipchak, Persia y Georgia no se encuentra en otras fuentes.
Los despachos de Giosafat Barbaro al Senado veneciano fueron compilados por Enrico Cornet y publicados como Lettere al Senato Veneto en 1852 en Viena. Barbaro también habló de sus viajes en una carta escrita en 1491 al obispo de Padua, Pietro Barocci.